# Boktai 3: Sabata's Counterattack
Boktai 3: Sabata's Counterattack (新・ボクらの太陽 逆襲のサバタ, Shin Bokura no Taiyō: Gyakushū no Sabata) est un jeu vidéo de type action-RPG développé et édité par l'entreprise japonaise Konami. Il sort sur Game Boy Advance en 2005. Cet opus n'est pas sorti en dehors du Japon.